# 王庭伝説
王庭伝説（おにわでんせつ）は、テレビ埼玉が2016年4月8日に放送を開始したパチンコ・パチスロ番組である。毎週金曜 24:30 - 25:00（土曜未明0:30 - 1:00、JST）に放送される。

## 概要
埼玉県を中心にパチンコホール「ガーデングループ」を手がける「株式会社遊楽」のパチンコ・パチスロ番組である。
多彩なキャストが本気（ガチ）の実践に挑むパチンコ・スロット完全ドキュメンタリー番組で。メインMCは、スロットライターのレビンが務める。朝に一般客と一緒に並び実践を行い、出演者一人ひとりがパチンコ・スロットを自由に立ち回る。
2021年3月28日より岡野陽一と空気階段・鈴木もぐらによるスピンオフ配信番組『くずパチ』をYouTubeで開始。同年4月放送分より『新王庭伝説』として番組リニューアル。

## 現在の出演者
- レビン（パチスロ攻略マガジンライター）
- 岡野陽一  (タレント)2020年11月、2021年4月‐
- 神谷玲子（パチンコ・パチスロライター）
- カブトムシゆかり（タレント）
- フェアリン（パチスロ攻略マガジンライター）
- 水樹あや (DMMぱちたうん専属ライター)
- 倖田柚希 （DMMぱちタウン専属ライター）
- ナツ美（パチンコ・パチスロライター）

## 過去の出演者
- 木村魚拓（パチスロ必勝ガイドライター）
- チャーミー中元（パチンコライター）
- 鈴木涼子（タレント）
- よっしー（BASHtv）
- ヒロシヤング（パチンコ・パチスロライター）
- 玉ちゃん（パチンコ・パチスロライター）
- ボンバー竜太（パチスロ攻略マガジンライター）
- りんか隊長（パチンコ攻略マガジンライター）
- 政重友紀（パチンコ・パチスロライター）
- Erina（パチンコ・パチスロライター）
- るる（パチンコ攻略マガジンライター）
- 天野麻菜（パチンコ・パチスロライター）
- 中村愛（タレント）
- 三田羽衣（タレント）
- ばっきー（BASHtv）
- 楓（BASHtv）
- ドラ美（パチスロ攻略マガジンライター）
- 高井理江（レポーター）
- 閉店くん (P-martTV)
- 月城まゆ (タレント)
- 寺井一択（スクープTV）

## スタッフ
- ナレーター：赤平大
- 企画・プロデュース：テレビ埼玉
- 撮影協力：3CAM
- 音響効果：grasp
- 演出：井上耕太・太田秀
- プロデューサー：玖保英明
- 制作協力：オフィスて・ら
- 制作：テレビ埼玉

## 過去スピンオフ番組
- 王庭伝説外伝
- 王庭伝説増刊号